# بطولة أوروبا تحت 21 سنة لكرة القدم 1998
بطولة أوروبا تحت 21 سنة لكرة القدم 1998 (بالإنجليزية: 1998 UEFA European Under-21 Championship)‏ هو موسم من بطولة أوروبا تحت 21 سنة لكرة القدم. أقيم خلال الفترة 23 مايو 1998 وحتى 31 مايو 1998، وفاز فيه منتخب إسبانيا تحت 21 سنة لكرة القدم.